# Team Europcar/2013
Deze pagina geeft een overzicht van de Team Europcar wielerploeg in  2013.

## Algemeen
Sponsor: Europcar
Manager: Jean-René Bernaudeau
Ploegleiders: Dominique Arnould, Benoît Genauzeau, Pierre Guével, Ismaël Mottier,  Andy Flickinger
Fietsen: Colnago
Banden: Campagnolo

## Renners
| Naam                | Geboortedatum | Nationaliteit | Ploeg 2012                     |
| ------------------- | ------------- | ------------- | ------------------------------ |
| Yukiya Arashiro     | 22-09-1984    | Japan         |                                |
| Natnael Berhane     | 05-01-1991    | Eritrea       | UCI Centre mondial du cyclisme |
| Giovanni Bernaudeau | 25-08-1983    | Frankrijk     |                                |
| Franck Bouyer       | 17-03-1974    | Frankrijk     |                                |
| Anthony Charteau    | 04-06-1979    | Frankrijk     |                                |
| Sébastien Chavanel  | 21-03-1981    | Frankrijk     |                                |
| Bryan Coquard       | 25-04-1992    | Frankrijk     | Neo                            |
| Jérôme Cousin       | 05-06-1989    | Frankrijk     |                                |
| Damien Gaudin       | 20-08-1986    | Frankrijk     |                                |
| Cyril Gautier       | 26-09-1987    | Frankrijk     |                                |
| Yohann Gène         | 25-06-1981    | Frankrijk     |                                |
| Tony Hurel          | 01-11-1987    | Frankrijk     |                                |
| Vincent Jérôme      | 26-11-1984    | Frankrijk     |                                |
| Christophe Kern     | 18-01-1981    | Frankrijk     |                                |
| Morgan Lamoisson    | 07-09-1988    | Frankrijk     | Neo                            |
| Davide Malacarne    | 11-07-1987    | Italië        |                                |
| Bryan Naulleau      | 17-03-1988    | Frankrijk     | Neo                            |
| Alexandre Pichot    | 06-02-1983    | Frankrijk     |                                |
| Perrig Quéméneur    | 26-04-1984    | Frankrijk     |                                |
| Kévin Reza          | 18-05-1988    | Frankrijk     |                                |
| Pierre Rolland      | 10-10-1986    | Frankrijk     |                                |
| Björn Thurau        | 23-07-1988    | Duitsland     |                                |
| Angélo Tulik        | 02-12-1990    | Frankrijk     |                                |
| Sébastien Turgot    | 11-04-1984    | Frankrijk     |                                |
| David Veilleux      | 26-11-1987    | Canada        |                                |
| Thomas Voeckler     | 22-06-1979    | Frankrijk     |                                |

## Belangrijke overwinningen
| La Tropicale Amissa Bongo 6e etappe: Yohann Gène Eindklassement: Yohann Gène Ster van Bessèges 2e etappe: Bryan Coquard 3e etappe: Jérôme Cousin 4e etappe: Bryan Coquard Ronde van Langkawi 8e etappe: Bryan Coquard 9e etappe: Bryan Coquard Parijs-Nice Proloog: Damien Gaudin GP Cholet Winnaar: Damien Gaudin Ronde van Normandië 4e etappe: Anthony Charteau Ronde van de Sarthe 4e etappe: Pierre Rolland Eindklassement: Pierre Rolland Ronde van de Finistère Winnaar: Cyril Gautier Ronde van Turkije 3e etappe: Natnael Berhane Ronde van Picardië 2e etappe: Bryan Coquard Critérium du Dauphiné 1e etappe: David Veilleux 6e etappe: Thomas Voeckler Eindklassement: Thomas Voeckler | Route du Sud 2e etappe: Yohann Gène 3e etappe: Thomas Voeckler Boucles de la Mayenne Winnaar: David Veilleux Japans kampioenschap wielrennen op de weg Winnaar: Yukiya Arashiro Tour des Fjords 4e etappe: Angélo Tulik Châteauroux Classic de l'Indre Winnaar: Bryan Coquard Ronde van Poitou-Charentes 4e etappe (individuele tijdrit): Thomas Voeckler Eindklassement: Thomas Voeckler |

2000 · 2001 · 2002 · 2003 · 2004 · 2005 · 2006 · 2007 · 2008 · 2009 · 2010 · 2011 · 2012 · 2013 · 2014 · 2015 · 2016 · 2017 · 2018 · 2019 · 2020 · 2021 · 2022 · 2023 · 2024 · 2025